# Aleksey Kobelev
Alexeï Aleksandrovich Kobelev (en russe : Алексей Александрович Кобелев), né le 27 juillet 1971 à Ijevsk, est un biathlète russe. Il est champion du monde du relais en 1996. Il connaît aussi deux succès individuels en Coupe du monde.

## Biographie
Aleksey Kobelev commence sa carrière au niveau international en 1992 à la Coupe du monde, arrivant dixième de sa première course à Pokljuka, où il monte sur son premier podium en relais. Un an plus tard, il obtient la première de ses quatre médailles aux Championnats du monde, gra^ce à une deuxième place sur la course par équipes. Durant la saison 1994-1995, il signe ses deux premiers podiums individuels, dont une victoire au sprint d'Oberhof. Lors de la saison suivante, il enregistre son meilleur classement général dans la Coupe du monde, sans parvenir à monter sur un podium individuel, mais réussit ses championnats du monde avec une cinquième place sur l'individuel et le titre sur le relais en compagnie de Viktor Maygurov, Vladimir Dratchev et Sergey Tarasov.
Il participe aux Jeux olympiques d'hiver de 1998, où il est 56e du sprint, contrastant avec sa deuxième victoire plus tôt dans l'hiver au sprint d'Östersund.
Kobelev participe à la Coupe du monde puis est rétrogradé en Coupe d'Europe, courant jusqu'en 2005. En dehors du biathlon, il est policier.

## Palmarès

### Jeux olympiques d'hiver
| Épreuve / Édition | Individuel | Sprint | Relais |
| ----------------- | ---------- | ------ | ------ |
| 1998 Nagano       | —          | 56e    | —      |

### Championnats du monde
| Épreuve / Édition       | individuel     | Sprint         | Poursuite                        | Relais               | Course par équipes        |
| 1993 Borovets           | —              | —              | Épreuve inexistante à cette date | —                    | Médaille d'argent, monde  |
| 1994 Canmore            | JO Lillehammer | JO Lillehammer | Épreuve inexistante à cette date | JO Lillehammer       | Médaille d'argent, monde  |
| 1995 Antholz Anterselva | —              | 49e            | Épreuve inexistante à cette date | 8e                   | —                         |
| 1996 Ruhpolding         | 5e             | 10e            | Épreuve inexistante à cette date | Médaille d'or, monde | —                         |
| 1998 Pokljuka           | JO Nagano      | JO Nagano      | —                                | JO Nagano            | Médaille de bronze, monde |

Légende :

 : première place, médaille d'or

 : deuxième place, médaille d'argent

 : troisième place, médaille de bronze

 : épreuve inexistante à cette date

— : pas de participation à cette épreuve

### Coupe du monde
- Meilleur classement général : 10e en 1996.
- 4 podiums individuels : 2 victoires, 1 deuxième et 1 troisième place.
- 14 podiums en relais :9 victoires, 2 deuxièmes places et 3 troisièmes places.

#### Détail des victoires individuelles
| Saison / Épreuve | Individuel | Sprint    | Poursuite | Mass start | Total |
| 1994-1995        |            | Oberhof   |           |            | 1     |
| 1997-1998        |            | Östersund |           |            | 1     |
| Total            | 0          | 2         | 0         | 0          | 2     |

#### Classements annuels
| Année | Classement général final |
| 1993  | 18e                      |
| 1994  | 41e                      |
| 1995  | 20e                      |
| 1996  | 10e                      |
| 1997  | 26e                      |
| 1998  | 20e                      |
| 1999  | nc                       |
|       |                          |
| 2001  | 48e                      |

### Championnats d'Europe
- Médaille d'or du relais en 1996.
- Médaille d'argent du relais en 1999.

### Championnats du monde de biathlon d'été
- Médaille d'or de l'individuel en 1996.
- Médaille d'or du sprint en 1998.
- Médaille d'or du relais en 1999 et 2005.
- Médaille d'argent de la poursuite en 1998.
- Médaille d'argent de la mass start en 2005.
- Médaille de bronze du sprint et de la poursuite en 1999.